# Anjalankoski
Anjalankoski (/ˈɑnjɑlɑŋkɔski/) è una ex città (16 772 abitanti) della Finlandia meridionale situata nella regione del Kymenlaakso. Nel 2009 è stata accorpata a Kouvola.

## Geografia fisica
La città è posta sul medio corso del fiume Kymijoki.

## Storia
Anjalankoski fu fondata nel 1975 unendo le cittadine di Anjala e Sippola.

## Geografia antropica
Circa l'80% della popolazione vive nelle vicinanze del fiume Kymijoki. Le comunità più densamente popolate sono Myllykoski e Inkeroinen.

## Economia
La città è nota per le industrie della carta grazie alla ricchezza delle risorse forestali.

## Sport

### Calcio
La città è sede del MyPa, una delle principali società di calcio della Finlandia.